# Dofta, dofta, vit syrén
Dofta, dofta, vit syrén är en körsång av David Wikander med text av Emil Kléen.